# Lajos Kósa
Lajos Kósa (ur. 14 marca 1964 w Debreczynie) – węgierski polityk i samorządowiec, poseł do Zgromadzenia Narodowego, w latach 1998–2014 burmistrz Debreczyna, od 2017 do 2018 minister.

## Życiorys
W 1989 ukończył studia na Uniwersytecie Ekonomicznym w Budapeszcie. Rok wcześniej znalazł się w gronie założycieli Fideszu. W 1990 po raz pierwszy uzyskał mandat posła do Zgromadzenia Narodowego. Z powodzeniem ubiegał się o reelekcję w wyborach w 1994, 1998, 2002, 2006, 2010, 2014, 2018 i 2022.
Był wiceprzewodniczącym swojego ugrupowania i jego frakcji poselskiej, a w latach 2015–2017 stał na czele klubu deputowanych Fideszu. Od 1998 do 2014 sprawował urząd burmistrza Debreczyna. Obejmował również funkcje przewodniczącego zrzeszenia miast na prawach komitatu i krajowej federacji łyżwiarskiej. W październiku 2017 dołączył do trzeciego rządu Viktora Orbána jako minister bez teki odpowiedzialny za program modernizacji miast na prawach komitatu. Zakończył pełnienie tej funkcji w maju 2018.